# Fabrizio Guidi
Fabrizio Guidi (* 13. April 1972 in Pontedera) ist ein ehemaliger italienischer Radrennfahrer.
Während seiner Profikarriere von 1995 bis 2007 war Guidi vor allem als Tagessieger bei Etappenrennen erfolgreich. Beim Giro d’Italia gewann er insgesamt zwei Etappen, einmal die Punkte- und dreimal die Intergirowertung. Bei der Vuelta a España 1998 gewann er drei Etappen und die Punktewertung. Darüber hinaus gewann er zahlreiche Abschnitte kleinerer Rundfahrten. Einige Male konnte er auch die Gesamtwertung kleinerer Etappenrennen gewinnen, darunter 1996 die Dänemark-Rundfahrt. Außerdem gewann er mehrere bedeutende Eintagesrennen, darunter 1996 die Tre Valli Varesine und 1999 den GP Pino Cerami.
Im Jahr 2005 wurde Guidi bei der Deutschland Tour 2005 positiv auf Erythropoetin (EPO) getestet. Darauf zweifelte er das Testverfahren an. 2008 wurde er wegen Dopings zunächst für zwei Jahre gesperrt. Später wurde die B-Probe als negativ gewertet, Guidi wurde freigesprochen und konnte bis zu seinem Karriereende nach der Saison 2007 Rennen bestreiten.
Nach seinem Rücktritt als Rennradfahrer arbeitete er als Sportlicher Leiter, zunächst bei Nippon-Endeka (2008) und dann von 2011 bis 2014 mit Tinkoff-Saxo. Für die Saison 2015 schloss er sich dem technischen Stab des Teams Cannondale-Garmin an.

## Palmarès
| 1995 - Gesamtwertung Tour du Vaucluse - eine Etappe Portugal-Rundfahrt 1996 - Gesamtwertung und eine Etappe Apulien-Rundfahrt - Gran Premio Costa degli Etruschi - Gesamtwertung und drei Etappen Tour du Vaucluse - Grosser Preis des Kantons Aargau - Punkte- und Intergirowertung Giro d’Italia - Gesamtwertung und eine Etappe Dänemark-Rundfahrt - Tre Valli Varesine 1997 - eine Etappe Drei Tage von De Panne - eine Etappe Baskenland-Rundfahrt - zwei Etappen Portugal-Rundfahrt 1998 - eine Etappe Vier Tage von Dünkirchen - drei Etappen und Punktewertung Vuelta a España | 1999 - GP Pino Cerami - eine Etappe Intergirowertung und Giro d’Italia 2000 - eine Etappe und Intergirowertung und Giro d’Italia - eine Etappe Niederlande-Rundfahrt 2001 - eine Etappe Paris–Nizza - eine Etappe Tour de Romandie - eine Etappe Tour de la Region Wallone 2002 - eine Etappe Brixia Tour - Firenze–Pistoia 2004 - eine Etappe Tour de la Region Wallone - eine Etappe Dänemark-Rundfahrt 2005 - eine Etappe Österreich-Rundfahrt 2006 - eine Etappe Österreich-Rundfahrt - Gesamtwertung und zwei Etappen Tour de la Région Wallone - eine Etappe Polen-Rundfahrt |

## Teams
- 1995 Navigare-Blue Storm
- 1996 Scrigno-Blue Storm
- 1997 Scrigno-Gaerne
- 1998 Team Polti
- 1999 Team Polti
- 2000 Française des Jeux
- 2001 Mercury-Viatel
- 2002 Team Coast
- 2003 Team Coast / Team Bianchi
- 2004 Team CSC
- 2005 Team CSC
- 2006 Phonak Hearing Systems
- 2007 Barloworld